# Hear Me Now (Alok)
Hear Me Now is een nummer van de Braziliaanse dj's Alok en Bruno Martini uit 2016, ingezongen door singer-songwriter Zeeba.
In zijn thuisland Brazilië had Alok niet veel succes met "Hear Me Now", het haalde daar namelijk de 51e positie. Maar in Europa scoorde hij er een grote hit mee. In de Nederlandse Top 40 haalde het nummer de 34e notering, en in Vlaanderen haalde het de 20e positie in de Tipparade.